# Fernando Fabra y Puig

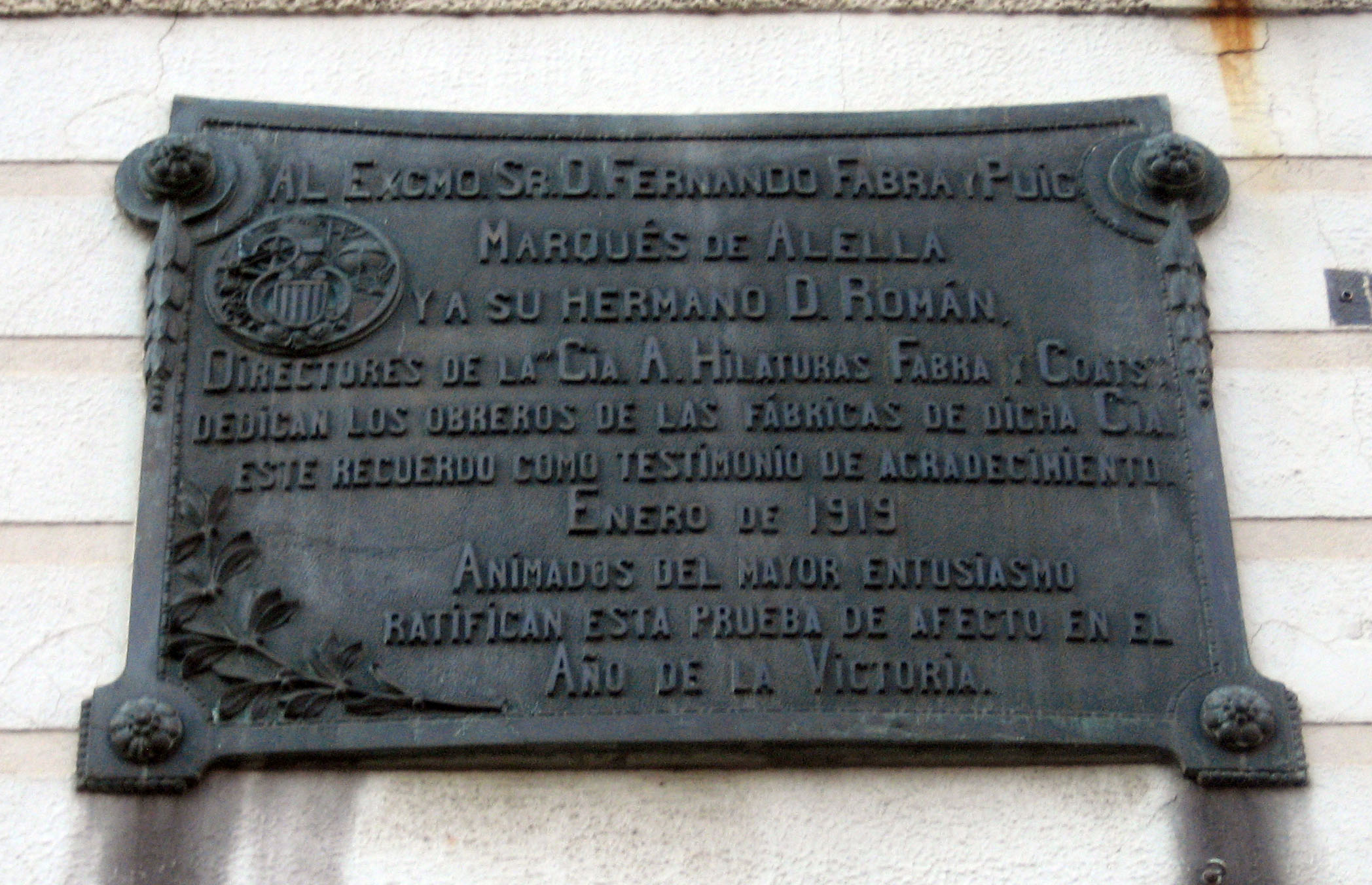
Placa a los hermanos Fabra y Puig en el barrio de San Andrés de Palomar.

Fernando Fabra y Puig (en catalán: Ferran Fabra i Puig), II marqués de Alella (Barcelona, 6 de marzo de 1866- 12 de julio de 1944) fue un ingeniero industrial y político español. Su padre Camilo Fabra y Fontanills, I marqués de Alella, fue alcalde de Barcelona, diputado a Cortes por Barcelona, senador por Barcelona y senador vitalicio, y su abuelo Fernando Puig y Gibert fue senador por Barcelona, Gerona y después vitalicio, e impulsó la creación de la Escultura ''Los Defensores de Gerona'' situada en el centro de la Plaza de la Independencia en Gerona con la siguiente inscripción: ''A los defensores de Gerona en 1808 y 1809" / "A la immortal Gerona de su hijo Fernando Puig y Gibert, 1894''.

## Biografía
Afiliado al Partido Liberal, igual que su padre, Camilo Fabra y Fontanills, fue elegido diputado provincial en 1889, senador en 1907, 1910 y 1914. Fue alcalde de Barcelona entre mayo de 1922 y septiembre de 1923, año en que el golpe de Estado de Primo de Rivera le hace abandonar el cargo.
Junto con su hermano Román Fabra y Puig, marqués de Masnou, dirigiría la compañía textil Hilaturas Fabra y Coats situada en el distrito de San Andrés en Barcelona. Ambos hermanos siguieron impulsando el Observatorio Fabra creado por su padre en Barcelona. 
Un paseo que une los distritos de Nou Barris y San Andrés lleva su nombre; además hay una larga y ancha avenida con su estación de metro, ambas con su nombre en Barcelona. 
En reconocimiento a su trayectoria profesional recibió la Gran Cruz de la Orden de Isabel La Católica, la Gran Cruz del Mérito Militar y fue Caballero de la Real y Distinguida Orden de Carlos III.